# Prima battaglia di İnönü
La prima battaglia di İnönü (in turco Birinci İnönü Muharebesi) ebbe luogo tra il 6 e l'11 gennaio 1921 vicino a İnönü nel Vilayet di Hüdavendigâr (l'attuale provincia di Eskişehir, Turchia) durante la guerra greco-turca (1919-1922), nota anche come il fronte occidentale della più ampia guerra d'indipendenza turca. Questa è stata la prima battaglia per l'Esercito della Grande Assemblea Nazionale di nuova istituzione come esercito permanente di nuova istituzione (Düzenli ordu) al posto delle truppe irregolari.

## Battaglia
Una forza di ricognizione greca del generale Anastasios Papoulas iniziò a muoversi dalla loro base a Bursa in direzione di Eskişehir all'inizio di gennaio 1921. La battaglia iniziò con un assalto greco alle posizioni delle truppe del miralay (colonnello) İsmet Bey vicino alla stazione ferroviaria di İnönü il 9 gennaio 1921 e i combattimenti continuarono fino al buio. Il 10 gennaio, la divisione delle isole greche iniziò a muoversi lungo la linea Kovalca-Akpınar, la divisione di Smirne in direzione Yeniköy-Teke-Hayriye e le forze aggiuntive si mossero verso la linea Söğüt-Gündüzbey. Inoltre il capo militare Çerkes Ethem si rivoltò contro il nuovo governo centrale di Ankara, rifiutandosi di unire le sue forze con l'esercito regolare stabilito sotto il comando di İsmet Bey. L'esercito turco recentemente ricostituito dovette reprimere la sua ribellione mentre combatteva anche i greci.
I greci meglio attrezzati, approfittando della nebbia, respinsero i turchi attorno alla ferrovia protetta dalla 11. divisione e presero la collina dominante chiamata Metristepe dove i combattimenti continuarono fino alle 14.
Ferik Fevzi Çakmak, su raccomandazione del comandante del fronte occidentale Miralay İsmet Pascià, diede l'ordine di ritirarsi sulla linea Beşkardeşdağı-Zemzemiye-Oklubalı e spostò il quartier generale a Çukurhisar.
Dopo aver catturato la linea Akpınar-Kovalca, i greci fermarono l'attacco e si trincerarono. Dopo aver osservato le posizioni turche rafforzate con la divisione 61., si resero conto che i turchi erano determinati a resistere e a non ritirarsi ulteriormente. Non sentendosi del tutto pronti a resistere sul campo di battaglia, i greci abbandonarono le vicinanze di İnönü e si ritirarono l'11 gennaio. I turchi non furono in grado di inseguire i greci non solo a causa dell'esaurimento e della mancanza di rifornimenti, ma anche per la necessità di sopprimere Çerkes Ethem e l'Armata Verde.

## Risultati
Politicamente, la battaglia fu significativa poiché i dibattiti all'interno del Movimento Nazionale Turco si conclusero a favore dell'istituzione di un controllo centralizzato dell'Esercito della Grande Assemblea Nazionale. Come risultato del suo impegno a İnönü, il colonnello İsmet fu nominato generale. Inoltre, il prestigio acquisito all'indomani della battaglia aiutò i rivoluzionari ad annunciare la Costituzione turca del 1921 nella data del 20 gennaio 1921. A livello internazionale, i rivoluzionari turchi si dimostrarono una forza militare. Il prestigio acquisito all'indomani della battaglia aiutò i rivoluzionari ad avviare un nuovo ciclo di negoziati con la Russia sovietica che si concluse con il Trattato di Mosca del 16 marzo 1921.
Il secondo ciclo di questo conflitto su piccola scala, la Seconda battaglia di İnönü, si ripeté entro un mese nella stessa area, dopo che la Conferenza di Londra non era riuscita a conciliare le differenze tra le due parti.